# Александер Роше

Александер Роше або Александер Рош (англ. Alexander Ignatius Roche, Александер Ігнатій Рош, 17 серпня, 1861 — 10 березня, 1921) — шотландський художник, представник творчої спілки «Хлопці Глазго» (Glasgow Boys).

## Життєпис
Народився в Галловгейт в місті Глазго 17 серпня 1861 року, мати була кравчиня. Александр Рош отримав художнє навчання в Академії Святого Мунго, продовжив навчання в Школі мистецтв Глазго. Починав як архітектор.
Художнє навчання продовжив у Франції, де навчався в Академії Жульєна, серед йог вчителів — Гюстав Буланже та Жюль Жозеф Лефевр, майстри французького академізму. Відвідував клас художника Жерома в Школі красних мистецтв. В Парижі спілкувався з художниками земляками — шотландцями, серед яких були
- Джон Лавері
- Вільям Кеннеді
- Томас Міллі Дау.

Шотландці створили власну колонію в містечку Грез-сюр-Луан, на південь від уславленого Фонтенбло. Серед художніх авторитетів Александера Роше — французький художник демократичного спрямування Жюль Бастьєн-Лепаж (1848–1884).

## Повернення у Глазго
Перебування за кордоном з 1881-го закінчилося у 1885-му, коли він повернувся у Глазго. До цього періоду відносяться декілька творів з інтер'єрами, дівчатами в садках та пейзажі. Саме в ці роки стає членом Клубу художників Глазго, входить до складу творчого об'єднання Глазго бойз.

## Роки в Італії. Перший шлюб
Декілька разів приїздить до Італії, мешкав і працював на острові Капрі, у Венеції та у Флоренції. Був близьким з товариством космополітичних художників, серед яких були Гарольд Спід та Фабіо Фаббі. Перебування у Флоренції закінчилося коханням і він узяв шлюб з італійкою. Але шлюб не був тривалим.

## Портретні твори
У 1896 році він наново повернувся у Глазго, де став популярним художником-портретистом. Портрети на замову стануть головним засобом заробітку митця. Як портретист він перебував і у Сполучених Штатах. Серед найвідоміших портретів цього періоду — «Портрет мільйонера Ендрю Карнегі з родиною» (разом з дружиною Луїзою та дочкою Маргарет). Прийшло і визнання в Європі. У 1891 році він отримав золоту медаль у місті Мюнхен, у 1897 році — в Дрездені. У 1906 році Александер Роше узяв шлюб вдруге з Жанною, дочкою художника-анімаліста Роберта Александра. В останні роки життя переніс крововилив у мозок (інсульт), наслідком якого був параліч правої руки. Художник вивчився малювати лівою.
Помер у Глазго 10 березня 1921

## Галерея

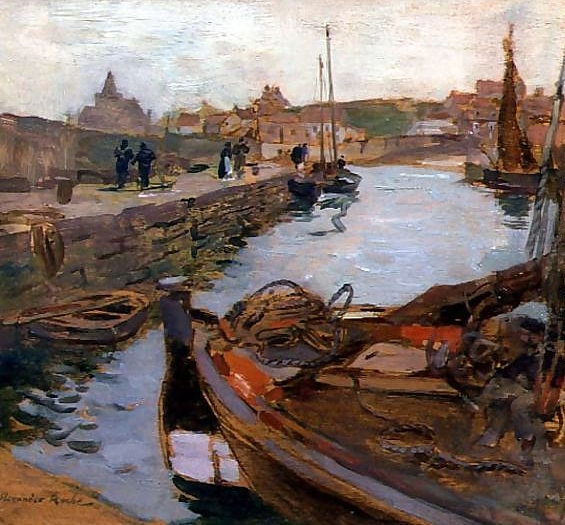
«Затока Сент-Монанс».

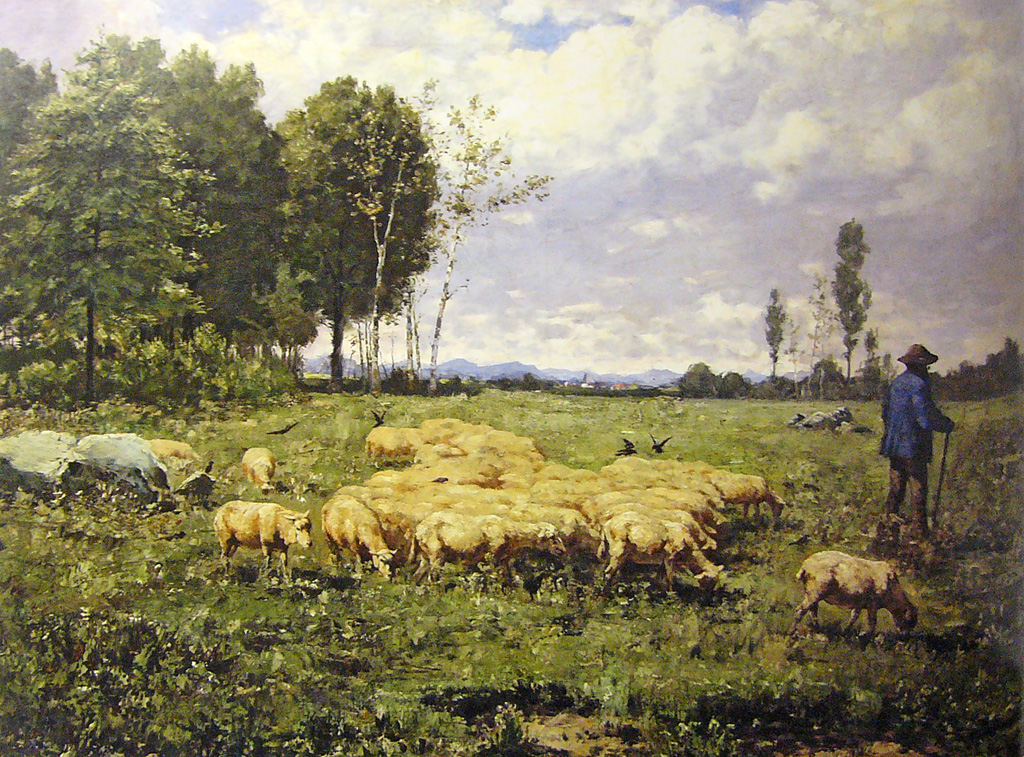
«Вівчар», 1886 рік.
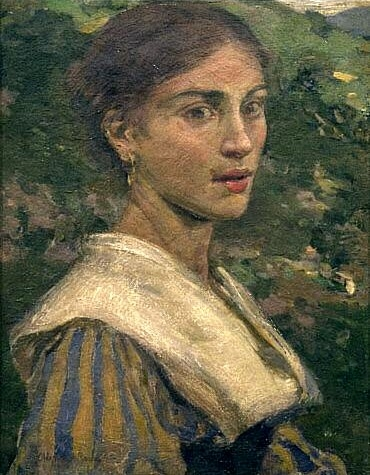
«Дівчина з Сабінян», 1894 рік
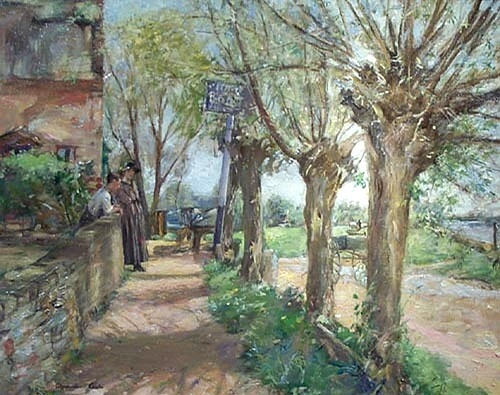
«Хантингдоншир», 1917 рік.
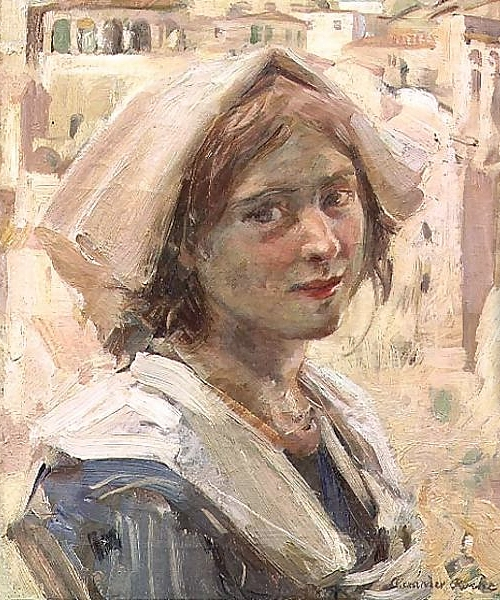
«Дівчинка-італійка»
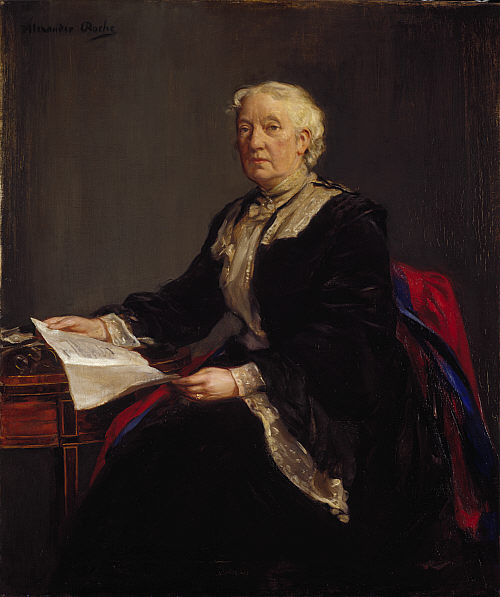
« Портрет Флори Стівенсон», 1904 рік
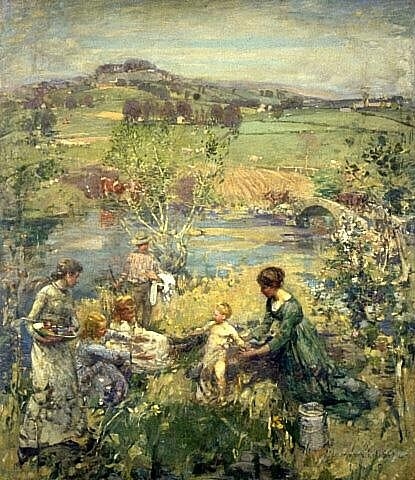
«Ідилічний пейзаж».

## Вибрані твори
- «Вівчар», 1886 рік
- «Затока Сент-Монанс»
- «Дівчина з Сабінян», 1894 рік
- «Молитва Марії», 1894 рік
- «Дівчинка-італійка»

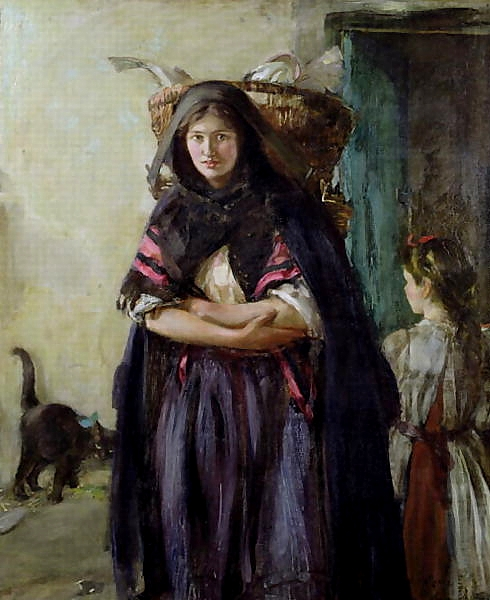
" Торговка рибою з Ньюхейвена "

- « Портрет Флори Стівенсон», 1904 рік
- «Портрет мільйонера Ендрю Карнегі з родиною»
- «Торговка рибою з Ньюхейвена»
- «Хантингдоншир», 1917 рік.